# Rijksweg 10
Rijksweg 10 eller A10 er en motorvej i Amsterdam. A10 udgør en ringvej rundt om Amsterdam, der starter ved Coenplein
|  | Denne artikel kan blive bedre, hvis der indsættes geografiske koordinater Denne artikel omhandler et emne, som har en geografisk lokation. Du kan hjælpe ved at indsætte koordinater i wikidata. |